# 스콥치

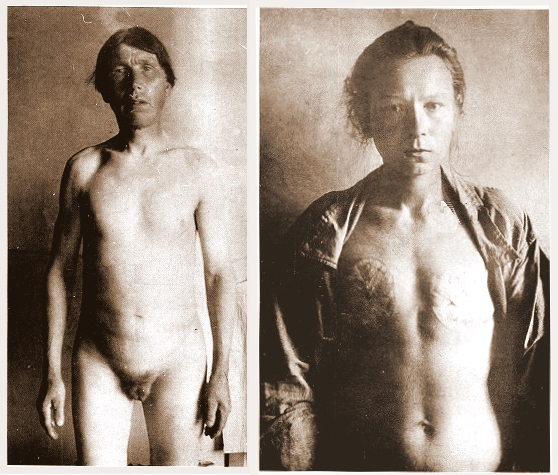
각각 성기와 유방을 절제한 거세파 남성과 여성.

스콥치는 러시아 제국에서 성행한 신흥종교였다. 한국어로 거세파라고 번역되기도 한다.
실락원당시 선악과가 남성의 음부에 달라붙어서 음낭과 고환이, 여성의 가슴에 달라붙어서 유방이 생겼다고 생각해서 거세 또는 유방 절제술을 받아야 천사가 된다고 생각했다.
러시아 제국 및 소련정부의 탄압을 받아 소멸하였다.

## 같이 보기
- 완전거세
- 갈루스
- 오리게네스